# Teamrol
Een teamrol, soms ook informele rol genoemd, is de sociale rol die iemand aanneemt binnen een specifieke groep, het team. Dit team is een secundaire groep, wat inhoudt dat er sprake is van een instrumentele relatie die bestaat om bepaalde, vooropgestelde doeleinden te realiseren. De rol die iemand aanneemt binnen het team is afhankelijk van meerdere factoren:
- persoonlijkheid
- vakbekwaamheid of expertise
- sociale positie en status

De teamrol zou het verband moeten zijn tussen de persoonlijkheid en de effectiviteit van een team. Verschillende theorieën voorspellen dan ook een optimale configuratie om de maximale effectiviteit te verkrijgen.

## Theorieën
Vanaf de jaren 1930 werd de rollentheorie ontwikkeld vanuit verschillende perspectieven, met het symbolisch interactionisme van George Herbert Mead (1934) en het structureel functionalisme van Talcott Parsons (1951) en Robert K. Merton (1957). De sociale rol hoort bij een bepaalde sociale positie en staat daarmee deels los van persoonlijkheid. Bij de sociale rol hoort een set van verwachtingen over het bijbehorende gedrag.
Een van de resultaten van de Hawthornestudies tussen 1924 en 1933 was het effect dat werken in groepen had op de productiviteit. Elton Mayo stelde dat de informele groep een belangrijke aanvulling is op de formele organisatie. Daarbinnen speelt sociale druk een belangrijke rol. De eerdere nadruk op rationele processen verschoof door de Hawthornestudies ten dele naar onderzoek naar de interactie tussen mensen.
In 1945 werd het Research Center for Group Dynamics (RCGD) opgericht door Kurt Lewin. Sindsdien wordt in het onderzoek naar groepsdynamiek veelal onderscheid gemaakt tussen taakrollen en sociaal-emotionele rollen. De aandacht voor zowel rollen als groepen kwam in 1948 samen in het werk van Kenneth D. Benne en Paul Sheats. In een tijd waarin de aandacht vooral lag op het leiderschap van teams, richtten zij zich op de teamleden. Hierbij onderscheidden zij 27 verschillende teamrollen die zij onderscheiden in drie categorieën met daarbij twaalf taakrollen, zeven sociale onderhoudsrollen en acht individuele rollen. Het werk van Benne en Sheats was niet-systematisch en a-theoretisch en geeft niet aan welke rollen het belangrijkst zijn en hoe zij zich onderling verhouden.
Robert F. Bales onderscheidde in zijn Interaction Process Analysis (IPA) twaalf soorten reacties die in teamverband gegeven worden die hij onderverdeelde in positieve en negatieve sociaal-emotionele reacties en beantwoordende en vragende taakgerelateerde reacties.
| A. Positieve sociaal-emotionele reacties    | 1. Toont solidariteit  | Integratieprobleem met 12.      |
| A. Positieve sociaal-emotionele reacties    | 2. Toont ontspanning   | Spanningsprobleem met 11.       |
| A. Positieve sociaal-emotionele reacties    | 3. Toont instemming    | Besluitvormingsprobleem met 10. |
| B. Beantwoordende taakgerelateerde reacties | 4. Geeft suggesties    | Beheerprobleem met 9.           |
| B. Beantwoordende taakgerelateerde reacties | 5. Geeft advies        | Evaluatieprobleem met 8.        |
| B. Beantwoordende taakgerelateerde reacties | 6. Geeft richting      | Oriëntatieprobleem met 7.       |
| C. Vragende taakgerelateerde reacties       | 7. Vraagt suggesties   | Oriëntatieprobleem met 6.       |
| C. Vragende taakgerelateerde reacties       | 8. Vraagt advies       | Evaluatieprobleem met 5.        |
| C. Vragende taakgerelateerde reacties       | 9. Vraagt richting     | Beheerprobleem met 4.           |
| D. Negatieve sociaal-emotionele reacties    | 10. Toont afkeuring    | Besluitvormingsprobleem met 3.  |
| D. Negatieve sociaal-emotionele reacties    | 11. Toont spanning     | Spanningsprobleem met 2.        |
| D. Negatieve sociaal-emotionele reacties    | 12. Toont vijandigheid | Integratieprobleem met 1.       |

Met Stephen P. Cohen ontwikkelde Bales hieruit SYMLOG (SYstematic MultiLevel Observation of Groups) waarmee het onderlinge gedrag van een team geobserveerd worden.
George Graen richtte zich op de rolverdeling zoals die tot stand komt tussen de leider en de volgelingen. Waar er eerder vanuit werd gegaan dat deze relatie voor iedereen gelijk was, maakte Graen onderscheid tussen volgelingen met veel en volgelingen met weinig onderhandelingsruimte, respectievelijk de in-groep en de uit-groep. De relatie tussen leider en volgeling is een verticale dyade en de vroege theorie heette dan ook Vertical dyad linkage theory (VDL). Er wordt volgens deze theorie dus onderscheid gemaakt tussen de leden van een organisatie bij de rolverdeling.
Ook in het rol-episodemodel van Robert Kahn en Daniel Katz zijn de betrokkenen relatief passieve ontvangers van de opgelegde rol. Een rolepisode is een cyclische interactie tussen rolzenders (role senders) en de rolbekleder (focal person). De rolzenders hebben zekere verwachtingen over hoe de rol van de rolbekleder ingevuld moet worden en delen die verwachtingen met de rolbekleder. Deze kan daarin mee- of juist tegenin gaan op basis van de eigen verwachtingen over de rol. Hierbij spelen organisationele factoren een rol, de eigenschappen van de persoon en interpersoonlijk factoren.
Graen breidde zijn eerdere rollentheorie verder uit met Terri Scandura en naast de passievere rolverdeling kwam hier ook de actievere rolvorming in naar voren. VDL werd uitgebreid tot een uitwisselingstheorie, de Leader–member exchange theory (LMX). Teamleden stemmen hierin hun activiteiten onderling af om taken te kunnen voltooien, ook als die taken buiten hun eigenlijke takenpakket vallen.

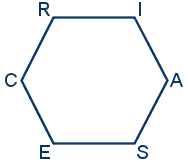
De zeshoek van Holland

Waar voor eenvoudige taken over het algemeen relatief makkelijk iemand geselecteerd kan worden, geldt dit niet voor meer complexe taken. John L. Holland ontwikkelde hiervoor het RIASOC-model, in het Engels RIASEC. Dit staat voor de zes kenmerken waarmee elke persoon en elke werkomgeving in meer of mindere mate beschreven zou kunnen worden:  realistic, investigative, artistic, social, enterprising en conventional. Door de meest toepasselijke eigenschap met letter vooraan te zetten en in afnemende toepasselijkheid te laten volgen, ontstaat een Holland-code die afgestemd kan worden met een werkomgeving met vergelijkbare code. Holland rangschikte de zes kenmerken in een zeshoek, waarbij aanliggende paren een grotere correlatie hebben dan gemiddeld, terwijl tegenoverliggende kenmerken een minder dan gemiddelde correlatie hebben. Zo komt RI dus meer overeen dan RS. Er zijn de nodige varianten op het model van Holland, onder meer om tegemoet te komen aan culturele verschillen. Het model wordt zeer veel gebruikt bij beroepskeuzetests.
Andere werken over teamrollen zijn van John Davis et al, het Team Management Wheel van Charles Margerison en Dick McCann, Glenn M. Parker, John Spencer en Adrian Pruss, en Mike Woodcock.
De meest bekende theorie over teamrollen is echter die van Meredith Belbin. In 1981 kwam hij met zijn model met daarin acht teamrollen. In 1988 werd een teamrol toegevoegd en werden enkele rollen hernoemd.
| Mumford et al. (2006) | Benne & Sheats (1948)                                                                  | Bales (1950)                                                                | Belbin (1993)         | Ancona & Caldwell (1992) | McCann & Margerison (1995)                 | Barry (1991) | DuBrin (1995)                           | Parker (1996) |
| --------------------- | -------------------------------------------------------------------------------------- | --------------------------------------------------------------------------- | --------------------- | ------------------------ | ------------------------------------------ | ------------ | --------------------------------------- | ------------- |
| Contractor            | Coordinator Initiator-contributor Opinion seeker Information seeker Orientor Energizer | Gives orientation Asks for orientation Asks for opinion Asks for suggestion | Coordinator Shaper    |                          | Assessor-Developer Thruster-Organiser      | Organizing   | Collaborator Summarizer                 | Collaborator  |
| Creator               |                                                                                        |                                                                             | Plant                 |                          | Creator-Innovator                          | Envisioning  |                                         |               |
| Contributor           | Opinion giver Information giver Elaborator                                             | Gives opinion Gives suggestion                                              | Specialist            |                          |                                            |              |                                         |               |
| Completer             | Procedural technician Recorder                                                         |                                                                             | Completer Implementer |                          | Concluder-Producer or Controller-Inspector |              | Knowledge contributor                   | Contributor   |
| Critic                | Evaluator-critic                                                                       | Disagrees Shows tension Shows antagonism                                    | Monitor evaluator     |                          | Assessor-Developer                         |              | Challenger                              | Challenger    |
| Cooperator            | Follower Compromiser                                                                   |                                                                             |                       |                          |                                            |              |                                         |               |
| Communicator          | Encourager                                                                             | Shows solidarity Tension release Agrees                                     | Teamworker            |                          | Upholder-Maintainer                        | Social       | People supporter Listener               |               |
| Calibrator            | Harmonizer Gatekeeper Group observer Standard setter                                   |                                                                             |                       |                          |                                            |              | Process observer Conciliator Gatekeeper | Communicator  |
| Consul                |                                                                                        |                                                                             |                       | Ambassador Guard         |                                            |              |                                         |               |
| Coordinator           |                                                                                        |                                                                             | Resource investigator | Task coordinator Scout   | Explorer-Promoter                          | Spanning     |                                         |               |

## Belbin

### Aanloop
Belbin baseerde zich op negen jaar onderzoek naar de effectiviteit van managementteams aan het Henley Management College. De deelnemers vulden voor deelname een aantal psychometrische tests in. Met de 16pf-vragenlijst van Cattell werden de persoonlijkheidsfactoren bepaald, het kritisch denken met de Watson-Glaser kritisch-denkentest (Critical Thinking Appraisal, CTA) en de persoonlijke voorkeuren met de Personal Preference Questionnaire (PPQ).
Tijdens een meerdaagse executive management exercise (EME) werden de teams daarna naar Bales geobserveerd op het gedrag van vragen, informeren, voorstellen, tegenspreken, delegeren, bouwen en becommentariëren. Het succes van het team werd gemeten naar het financiële resultaat dat werd behaald. In een later stadium werden teams geobserveerd in een halve dag durende op monopoly gebaseerd spel, teamopoly.
In eerste instantie werkte Belbin met teams die al waren samengesteld door het Henley College. Daarna kreeg hij de kans om zelf de samenstelling te bepalen. De eerste gedachte was om daarbij een van de teams te vormen met de meest intelligente personen, aangezien zij het best in staat zouden moeten zijn om alle problematiek in de EME op te lossen. Dit als een denktank gevormde team werd Apollo genoemd naar het toen lopende succesvolle Apolloprogramma. Deze teams wonnen een aantal keer, maar presteerden meestal ondermaats door het gebrek aan besluitvorming en uit de hand lopende discussies waarbij het eigen gelijk de boventoon voerde en vooral werd gezocht naar de fouten van anderen. Het stelselmatig onderpresteren van deze teams werd daarop het Apollosyndroom genoemd.

### Zuivere teams
In de volgende opzet baseerde men zich op de persoonlijkheidsdimensies naar Hans Eysenck, introversie/ extraversie en stabiliteit/ bezorgdheid:
- stabiele extraverten, met een nadruk op samenwerking
- bezorgde extraverten, met een nadruk op intensieve banen waarbij het team onder druk moet worden gezet
- stabiele introverten, met een nadruk op werken in een kleine vertrouwde groep
- bezorgde introverten, met een nadruk op zelfstandig werken

De eerste type groep was het vaakst succesvol en de laatste groep het minst. Vooral voor de andere twee maakte het een groot verschil of er sprake was van een stabiele periode of dat er juist een crisis optrad. Een belangrijke bijdrage in het succes van de teams van stabiele extraverten leek gelegen in het in gang zetten van communicatie, zowel onderling als met externe partijen.
Door de 16pf-resultaten te vergelijken van de succesvolle teams en die met slechte resultaten werd een rol gevonden die belangrijk bleek bij te dragen aan het succes. Dit type regelde en deed veel met discipline en structuur, met een nadruk op het belang van het bedrijf. Dit type kreeg daarom de naam bedrijfsman, wat later uitvoerder (implementer, IMP) werd.
In de periode hierna werden teams gevormd die geheel uit uitvoerders bestonden en teams zonder. De teams van uitvoerders bleken echter niet meer succes te hebben dan de anderen. Het ontbrak de teams aan nieuwe ideeën en de flexibiliteit om om te kunnen gaan met veranderende situaties.

### Meerdere rollen
Aan de hand van dit resultaat werd gezocht hoe teams meer ideeën konden genereren en er meer creativiteit in de teams kon worden gebracht. Er werd een creatief type gevonden dat overeenkwam met eerder onderzoek aan de hand van 16pf-resultaten. Deze werd plant (PL) genoemd, omdat deze in elk team werd geplant. Al snel bleek dat er niet te veel van deze rol binnen een team moesten zijn. Als er tijdens brainstormen veel ideeën naar voren werden gebracht, had dit niet meer succes tot gevolg. Door de hoeveelheid vielen goede ideeën minder op en kregen onvoldoende aandacht. Teams die als geheel een grote creatieve opbrengst hadden, waren succesvol door slechts enkele ideeën goed uit te werken.
Een deel van de teams beschikte over mensen die op basis van het eindresultaat plant leken te zijn, maar volgens de psychometrische tests juist weinig creatief waren en in tegenstelling tot de plant extravert. Het hun enthousiasme voor nieuwe ideeën van anderen dat hen creatief deed lijken. Ze waren daarbij goed in staat om resources te organiseren waarmee de plannen gerealiseerd konden worden. Deze groep werd daarom brononderzoeker (resource investigator, RI) genoemd.
De volgende stap was het aanstellen van een leider. Daartoe werd onderzocht wat de eigenschappen waren van de gekozen voorzitter van de best presterende teams, de minder presterende teams en de slechte teams. De daaruit volgende combinatie uit de 16pf-testen bleek ook bij de daarna volgende teams een goede voorspellende waarde te hebben, waarmee bevestigd werd dat leiderschap een belangrijk onderdeel is van succes of falen. In tegenstelling tot wat aanvankelijk gedacht werd, was de succesvolle voorzitter niet bovengemiddeld intelligent of creatief. Belangrijker was dat deze vertrouwen in de teamleden had, een dominantie had om die accepterende rol te compenseren en een grote toewijding aan de doelstellingen van het team. Deze rol werd veelal ingevuld door mensen die zich nauwelijks onderscheiden van de gewone teamleden. Aanvankelijk werd deze rol voorzitter gedoopt, om later het neutralere coördinator (CO) te worden.
Hoewel dit type leider veel naar voren kwam tijdens de oefeningen, bleek in de praktijk bij veel bedrijven een ander type leider aan het roer te staan. Dit was een energiek extravert persoon met een grote gedrevenheid. Anderen werden continu uitgedaagd en betwisten, maar als zij daarop tegengas kregen, ontvingen zij dat als positief. Omdat deze rol een sterk sturende invloed had, werd deze vormer (shaper, SH) genoemd.
De volgende rol die onderscheidden werd, was die van de persoon die voldoende intelligentie had om de ideeën van de plant en de brononderzoeker te beoordelen en tegelijkertijd voldoende afstand kon nemen. Deze werd monitor genoemd (monitor evaluator, ME).
Tot dan toe lag de nadruk van de teamrollen op de taakgerichte uitvoering. Er werd echter ook een rol geïdentificeerd die in staat was om de frictie te verminderen die binnen een team kon ontstaan. Dit werd de groepswerker (teamworker, TW)
Als laatste werd de teamrol toegevoegd van diegene die binnen al het werk dat door een team verzet werd ervoor zorgde dat de details ingevuld werden en dat projecten volledig werden afgerond. Dit werd de afronder of zorgdrager (completer finisher, CF).
Zo kwam Belbin tot de acht teamrollen die hij in 1981 publiceerde. Niet iedereen viel echter binnen deze rollen. Uit zo'n 30% van de psychometrische tests volgde een profiel van managers die zich weinig gelegen lieten liggen aan teamwerk. Een daarvan was de expert die niet graag deel uitmaakt van een team, maar wel geraadpleegd willen worden. Belbin voegde deze in 1988 toe als specialist (SP).
De meesten kunnen echter meerdere teamrollen vervullen. Belbin maakt daarbij onderscheid tussen natuurlijke rollen, mogelijke rollen, incidenteel inzetbare rollen en te vermijden rollen. Afhankelijk van de fase waarin een team of project zich bevindt, kan de rol dan ook aangepast worden. Belbin zag zes verschillende fases waarin een project zich kan bevinden. Per fase verschilt het belang van de verschillende teamrollen:
1. de vaststelling van de behoeften, de vormer en coördinator zijn hier van belang
2. ideeën bedenken, een belangrijke fase voor de plant en brononderzoeker
3. het opstellen van de plannen, hier spelen de monitor en de specialist een belangrijke rol
4. realisatie van de ideeën, de brononderzoeker en groepswerker zijn belangrijk in deze fase
5. de samenstelling van het team, de fase voor uitvoerders en coördinatoren
6. afronding van de opdracht, de afronder en uitvoerder zijn van belang in deze fase

De negen rollen zijn volgens Belbin gedefinieerd aan de hand van zes factoren:
- persoonlijkheid
- mentale vaardigheid
- waarden en motivatie
- omgevingsinvloed
- ervaring
- het vermogen om een specifieke rol te spelen

In welke mate deze factoren bijdragen aan de verschillen tussen de teamrollen is echter niet op te maken uit het werk van Belbin.

### Tests
De psychometrische tests kosten de nodige tijd en waren daarmee niet praktisch om te gebruiken binnen bedrijven. Daartoe werden alternatieve tests ontwikkeld. De eerste is de zelfperceptievragenlijst (self-perception inventory, SPI) waarmee het eigen gedrag achterhaald wordt. Deze zelfrapportage heeft als beperking dat deze afhankelijk is van de zelfkennis. Daarom werd ook een observatiewoordenlijst (observer assessment, OA) ontwikkeld bestaande uit twee lijsten. Minstens vier collega's vullen in deze 360-graden-feedback de sterkere en zwakkere kanten in. Hiertoe werd het computerprogramma Interplace ontwikkeld waarmee bepaald kan worden welke teamrollen domineren. Met de introductie van Interplace II werd ook de specialistenrol opgenomen en werd afstand genomen van de eerdere vorm van testen die onvoldoende in staat zou zijn om teamrollen te onderscheiden. De acht vragen per sectie werden uitgebreid met een negende voor de specialistenrol en een tiende als sociaal wenselijke antwoord.
Beide zijn ipsatieve tests waarbij gekozen moet worden uit verschillende stellingen. Dit in tegenstelling tot normatieve tests waarbij veelal aan de hand van een likertschaal wordt aangegeven in hoeverre er ingestemd wordt met een bepaalde stelling. Ipsatieve tests dwingen een keuze te maken, waardoor er veelal een scherper beeld ontstaat van de voorkeuren. Het ipsatieve karakter wordt verminderd doordat de verdeling per vraag kan verschillen.

### Rollen
De negen rollen van Belbin zijn:
| Rol             | Kracht                                                                    | Toelaatbare zwakte                                           | Nadruk  |
| --------------- | ------------------------------------------------------------------------- | ------------------------------------------------------------ | ------- |
| Brononderzoeker | enthousiast, op zoek naar kansen en nieuwe contacten                      | kan te optimistisch zijn en kan interesse verliezen          | Sociaal |
| Groepswerker    | medewerkend, oplettend en diplomatiek, voorkomt wrijving                  | kan besluiteloos zijn in crisissituaties en conflictmijdend  | Sociaal |
| Coördinator     | volwassen, zelfverzekerd, verduidelijkt doelstellingen, herkent talent    | kan worden gezien als manipulatief en neigt naar delegeren   | Sociaal |
| Plant           | creatief, lost moeilijke problemen op                                     | kan vergeten te communiceren                                 | Denken  |
| Monitor         | sober, strategisch en kritisch, overweegt alle opties                     | kan te kritisch zijn en te weinig inspireren                 | Denken  |
| Specialist      | gemotiveerd, toegewijd, specialistische kennis en vaardigheden            | draagt bij op een klein vlak en kan te veel de diepte ingaan | Denken  |
| Vormer          | daagt uit, is dynamisch en gedijt onder druk                              | kan provocerend werken                                       | Actie   |
| Uitvoerder      | praktisch, betrouwbaar, efficiënt, organiseert en zet ideeën om in acties | reageert niet altijd even snel in nieuwe situaties           | Actie   |
| Afronder        | Plichtsgetrouw, bezorgd, perfectionist                                    | kan overbezorgd zijn en weinig delegeren                     | Actie   |

### Validiteit en betrouwbaarheid
Er is het nodige onderzoek gedaan naar de validiteit en betrouwbaarheid van de teamrollen van Belbin. Een deel van deze studies betrof de psychometrische eigenschappen van de SPI en de OA. De eerste studies waren kritisch, terwijl latere studies meer bevestiging zagen. Problematisch in de vroege studies is dat de ipsatieve tests veelal onderzocht zijn met normatieve statistische methodes en kleine steekproeven. Bij kleine steekproeven werden de niet-ingevulde scores als nul behandeld. In latere studies met grotere aantallen werd dit achterwege gelaten en werd een aanmerkelijk hogere interne consistentie aangetroffen. De ipsatieve tests werden ook wel omgezet naar een normatieve versie om zo factoranalyse mogelijk te maken. Daarmee is echter onduidelijk geworden of nog wel het juiste werd gemeten. Belbin gaf daarnaast aan dat SPI en OA geen persoonlijkheid meten, maar gedrag. Daarmee zijn het geen psychometrische testen.
Op basis van empirische studies stellen Aritzeta et al dat de definities van teamrollen valide zijn en overeenstemmen met andere theoretische modellen. Afgezien van enkele vroege studies geven de meeste studies aan dat de begripsvaliditeit en convergente validiteit acceptabel zijn. Wel lijkt de discriminante validiteit aan de lage kant, wat betekent dat de teamrollen kenmerken delen en daarmee niet op alle vlakken van elkaar kunnen worden onderscheiden. Andere teamrollen zouden mogelijk beter te onderscheiden zijn. Ook lijkt de onderbouwing aan de hand van 16-pf verouderd en zou verbeterd kunnen worden op basis van de big five.